# 1059년

## 연호
- 북송(北宋) 가우(嘉祐) 4년
- 요(遼) 청녕(淸寧) 5년
- 일본(日本) 고헤이(康平) 2년
- 서하(西夏) 차도(奲都) 3년
- 리 왕조(李朝) 롱투이타이빈(龍瑞太平) 6년 / 쯔엉타인자카인(彰聖嘉慶) 원년

## 기년
- 고려(高麗) 문종(文宗) 13년
- 북송(北宋) 인종(仁宗) 37년
- 요(遼) 도종(道宗) 5년
- 서하(西夏) 의종(毅宗) 11년
- 리 왕조(李朝) 성종(聖宗) 6년

## 사건
교황선출에 관한 법령이 공표되어, 이 법령에 의해 새로운 교황 지명건은 추기경들에게만 주어졌고, 이로 인해 로마의 귀족이나 독일 황제가 이 문제에 간섭할 기회가 배제되었다. 이 법령은 그 후 교황 선출의 독립성을 유지하는 근거가 되었다.